# Hsieh Su-wei
Hsieh Su-wei (Hsinchu, República de la Xina, 4 de gener de 1986) és una tennista professional taiwanesa.
Ha guanyat 3 títols individuals però ha destacat molt més en categoria de dobles, on ha guanyat un total de 33 títols i ha arribat a ser número 1 del rànquing mundial. Va esdevenir la primera tennista taiwanesa en ser número 1 del rànquing i també la primera a entrar el Top 25 en categoria individual. En el seu palmarès destaquen set títols de Grand Slam en dobles femenins, quatre Wimbledon (2013, 2019, 2021, 2023), dos Roland Garros (2014, 2023) i un Open d'Austràlia (2024), i també dos títols de dobles mixts (Open d'Austràlia 2024 i Wimbledon 2024).

## Biografia
Filla de Hsieh Tze-lung i Ho Fom-ju, va néixer a Hsinchu però va créixer a Kaohsiung. Va començar a jugar a tennis amb cinc anys, tal com van fer els seus germans Hsieh Shu-ying i Hsieh Cheng-peng, que també van ser tennistes professionals. Va formar-se a l'escola de tennis coordinada per Hu Na, extennista xinès que va desertar als Estats Units l'any 1982.

## Torneigs de Grand Slam

### Dobles femenins: 10 (7−3)
| Resultat   | Núm. | Any  | Torneig           | Parella          | Oponents                            | Marcador         |
| ---------- | ---- | ---- | ----------------- | ---------------- | ----------------------------------- | ---------------- |
| Guanyadora | 1.   | 2013 | Wimbledon         | Peng Shuai       | Ashleigh Barty Casey Dellacqua      | 7−6(1), 6−1      |
| Guanyadora | 2.   | 2014 | Roland Garros     | Peng Shuai       | Sara Errani Roberta Vinci           | 6−4, 6−1         |
| Guanyadora | 3.   | 2019 | Wimbledon (2)     | Barbora Strýcová | Gabriela Dabrowski Xu Yifan         | 6−2, 6−4         |
| Finalista  | 1.   | 2020 | Open d'Austràlia  | Barbora Strýcová | Tímea Babos Kristina Mladenovic     | 2−6, 1−6         |
| Guanyadora | 4.   | 2021 | Wimbledon (3)     | Elise Mertens    | Veronika Kudermétova Ielena Vesninà | 3−6, 7−5, 9−7    |
| Guanyadora | 5.   | 2023 | Roland Garros (2) | Wang Xinyu       | Leylah Fernandez Taylor Townsend    | 1−6, 7−6(5), 6−1 |
| Guanyadora | 6.   | 2023 | Wimbledon (4)     | Barbora Strýcová | Storm Hunter Elise Mertens          | 7−5, 6−4         |
| Guanyadora | 7.   | 2024 | Open d'Austràlia  | Elise Mertens    | Liudmila Kitxenok Jeļena Ostapenko  | 6−1, 7−5         |
| Finalista  | 2.   | 2025 | Open d'Austràlia  | Jeļena Ostapenko | Kateřina Siniaková Taylor Townsend  | 2−6, 7−6(4), 3−6 |
| Finalista  | 3.   | 2025 | Wimbledon         | Jeļena Ostapenko | Veronika Kudermétova Elise Mertens  | 6−3, 2−6, 4−6    |

### Dobles mixts: 2 (2−0)
| Resultat   | Núm. | Any  | Torneig          | Parella       | Oponents                         | Marcador            |
| ---------- | ---- | ---- | ---------------- | ------------- | -------------------------------- | ------------------- |
| Guanyadora | 1.   | 2024 | Open d'Austràlia | Jan Zieliński | Desirae Krawczyk Neal Skupski    | 6−7(5), 6−4, [11−9] |
| Guanyadora | 1.   | 2024 | Wimbledon        | Jan Zieliński | Giuliana Olmos Santiago González | 6−4, 6−2            |

## Palmarès

### Individual: 3 (3−0)
| Llegenda                |
| ----------------------- |
| Grand Slam (0−0)        |
| WTA Finals (0−0)        |
| Premier Mandatory (0−0) |
| Premier 5 (0−0)         |
| Premier (0−0)           |
| International (3−0)     |

| Títols per superfície |
| --------------------- |
| Dura (3−0)            |
| Gespa (0−0)           |
| Terra batuda (0−0)    |

| Resultat   | Núm. | Data                   | Torneig                | Superfície | Oponent          | Marcador                |
| ---------- | ---- | ---------------------- | ---------------------- | ---------- | ---------------- | ----------------------- |
| Guanyadora | 1.   | 4 de març de 2012      | Kuala Lumpur, Malàisia | Dura       | Petra Martić     | 2−6, 7−5, 4−1, retirada |
| Guanyadora | 2.   | 23 de setembre de 2012 | Canton, Xina           | Dura       | Laura Robson     | 6−3, 5−7, 6−4           |
| Guanyadora | 3.   | 16 de setembre de 2018 | Hiroshima, Japó        | Dura       | Amanda Anisimova | 6−2, 6−2                |

### Dobles femenins: 54 (35−19)
| Abans de 2009                             | 2009 − 2020             | Després de 2021 |
| ----------------------------------------- | ----------------------- | --------------- |
| Grand Slam (7−3)                          |                         |                 |
| WTA Tour Championships / WTA Finals (1−3) |                         |                 |
| Tier I (0−0)                              | Premier Mandatory (4−0) | WTA 1000 (2−1)  |
| Tier II (1−0)                             | Premier 5 (7−1)         | WTA 1000 (2−1)  |
| Tier III (1−2)                            | Premier (3−4)           | WTA 500 (0−0)   |
| Tier IV / V (2−3)                         | International (6−1)     | WTA 250 (1−1)   |

| Títols per superfície |
| --------------------- |
| Dura (22−17)          |
| Gespa (7−2)           |
| Terra batuda (6−0)    |

| Resultat   | Núm. | Data                   | Torneig                                   | Superfície   | Parella             | Oponents                                   | Marcador               |
| ---------- | ---- | ---------------------- | ----------------------------------------- | ------------ | ------------------- | ------------------------------------------ | ---------------------- |
| Finalista  | 1.   | 3 d'octubre de 2004    | Seül, Corea del Sud                       | Dura         | Chuang Chia-jung    | Cho Yoon-jeong Jeon Mi-ra                  | 3−6, 6−1, 5−7          |
| Finalista  | 2.   | 6 de gener de 2007     | Auckland, Nova Zelanda                    | Dura         | Shikha Uberoi       | Janette Husárová Paola Suárez              | 0−6, 2−6               |
| Finalista  | 3.   | 18 de febrer de 2007   | Bangalore, Índia                          | Dura         | Alla Kudryavtseva   | Chan Yung-jan Chuang Chia-jung             | 7−6(4), 2−6, [9−11]    |
| Guanyadora | 1.   | 23 de setembre de 2007 | Pequín, Xina                              | Dura         | Chuang Chia-jung    | Han Xinyun Xu Yifan                        | 7−6(2), 6−2            |
| Guanyadora | 2.   | 30 de setembre de 2007 | Seül                                      | Dura         | Chuang Chia-jung    | Eleni Daniïlidu Jasmin Wöhr                | 6−2, 6−2               |
| Finalista  | 4.   | 10 de febrer de 2008   | Pattaya, Tailàndia                        | Dura         | Vania King          | Chan Yung-jan Chuang Chia-jung             | 4−6, 3−6               |
| Finalista  | 5.   | 17 d'agost de 2008     | Cincinnati, Estats Units                  | Dura         | Iaroslava Xvédova   | Maria Kirilenko Nàdia Petrova              | 3−6, 6−4, [8−10]       |
| Guanyadora | 3.   | 14 de setembre de 2008 | Bali, Indonèsia                           | Dura         | Peng Shuai          | Marta Domachowska Nàdia Petrova            | 6−7(4), 7−6(3), [10−7] |
| Guanyadora | 4.   | 28 de setembre de 2008 | Seül (2)                                  | Dura         | Chuang Chia-jung    | Vera Dushevina Maria Kirilenko             | 6−3, 6−0               |
| Guanyadora | 5.   | 17 de gener de 2009    | Sydney, Austràlia                         | Dura         | Peng Shuai          | Nathalie Dechy Casey Dellacqua             | 6−0, 6−1               |
| Guanyadora | 6.   | 9 de maig de 2009      | Roma, Itàlia                              | Terra batuda | Peng Shuai          | Daniela Hantuchová Ai Sugiyama             | 7−5, 7−6(5)            |
| Guanyadora | 7.   | 11 d'octubre de 2009   | Pequín (2)                                | Dura         | Peng Shuai          | Alla Kudryavtseva Iekaterina Makàrova      | 6−3, 6−1               |
| Guanyadora | 8.   | 24 de setembre de 2011 | Canton, Xina                              | Dura         | Zheng Saisai        | Chan Chin-wei Han Xinyun                   | 6−2, 6−1               |
| Guanyadora | 9.   | 17 de juny de 2012     | Birmingham, Regne Unit                    | Gespa        | Tímea Babos         | Liezel Huber Lisa Raymond                  | 7−5, 6−7(2), [10−8]    |
| Guanyadora | 10.  | 19 de maig de 2013     | Roma (2)                                  | Terra batuda | Peng Shuai          | Sara Errani Roberta Vinci                  | 4−6, 6−3, [10−8]       |
| Guanyadora | 11.  | 7 de juliol de 2013    | Wimbledon, Regne Unit                     | Gespa        | Peng Shuai          | Ashleigh Barty Casey Dellacqua             | 7−6(1), 6−1            |
| Guanyadora | 12.  | 18 d'agost de 2013     | Cincinnati                                | Dura         | Peng Shuai          | Anna-Lena Grönefeld Květa Peschke          | 2−6, 6−3, [12−10]      |
| Guanyadora | 13.  | 21 de setembre de 2013 | Canton (2)                                | Dura         | Peng Shuai          | Vania King Galina Voskoboeva               | 6−3, 4−6, [12−10]      |
| Guanyadora | 14.  | 27 d'octubre de 2013   | WTA Tour Championships, Istanbul, Turquia | Dura (i)     | Peng Shuai          | Iekaterina Makàrova Ielena Vesninà         | 6−4, 7−5               |
| Guanyadora | 15.  | 16 de febrer de 2014   | Doha, Qatar                               | Dura         | Peng Shuai          | Květa Peschke Katarina Srebotnik           | 6−4, 6−0               |
| Guanyadora | 16.  | 30 de març de 2014     | Indian Wells, Estats Units                | Dura         | Peng Shuai          | Cara Black Sania Mirza                     | 7−6(5), 6−2            |
| Guanyadora | 17.  | 8 de juny de 2014      | Roland Garros, França                     | Terra batuda | Peng Shuai          | Sara Errani Roberta Vinci                  | 6−4, 6−1               |
| Finalista  | 6.   | 26 d'octubre de 2014   | WTA Finals, Singapur                      | Dura (i)     | Peng Shuai          | Cara Black Sania Mirza                     | 1−6, 0−6               |
| Finalista  | 7.   | 28 de febrer de 2015   | Doha                                      | Dura         | Sania Mirza         | Raquel Kops-Jones Abigail Spears           | 4−6, 4−6               |
| Guanyadora | 18.  | 26 de febrer de 2017   | Budapest, Hongria                         | Dura (i)     | Oksana Kalashnikova | Arina Rodionova Galina Voskoboeva          | 6−3, 4−6, [10−4]       |
| Guanyadora | 19.  | 16 d'abril de 2017     | Biel/Bienne, Suïssa                       | Dura (i)     | Monica Niculescu    | Timea Bacsinszky Martina Hingis            | 5−7, 6−3, [10−7]       |
| Finalista  | 8.   | 20 d'agost de 2017     | Cincinnati (2)                            | Dura         | Monica Niculescu    | Chan Yung-jan Martina Hingis               | 6−4, 4−6, [7−10]       |
| Finalista  | 9.   | 25 de febrer de 2018   | Dubai, Emirats Àrabs Units                | Dura         | Peng Shuai          | Chan Hao-ching Yang Zhaoxuan               | 6−4, 2−6, [6−10]       |
| Guanyadora | 20.  | 18 de març de 2018     | Indian Wells (2)                          | Dura         | Barbora Strýcová    | Iekaterina Makàrova Ielena Vesninà         | 6−4, 6−4               |
| Finalista  | 10.  | 25 d'agost de 2018     | New Haven, Estats Units                   | Dura         | Laura Siegemund     | Andrea Sestini Hlaváčková Barbora Strýcová | 4−6, 7−6(7), [4−10]    |
| Finalista  | 11.  | 23 de setembre de 2018 | Seül (2)                                  | Dura         | Hsieh Shu-ying      | Choi Ji-hee Han Na-lae                     | 3−6, 2−6               |
| Guanyadora | 21.  | 23 de febrer de 2019   | Dubai                                     | Dura         | Barbora Strýcová    | Lucie Hradecká Iekaterina Makàrova         | 6−4, 6−4               |
| Guanyadora | 22.  | 12 de maig de 2019     | Madrid, Espanya                           | Terra batuda | Barbora Strýcová    | Gabriela Dabrowski Xu Yifan                | 6−3, 6−1               |
| Guanyadora | 23.  | 23 de juny de 2019     | Birmingham (2)                            | Gespa        | Barbora Strýcová    | Anna-Lena Grönefeld Demi Schuurs           | 6−4, 6−7(4), [10−8]    |
| Guanyadora | 24.  | 14 de juliol de 2019   | Wimbledon (2)                             | Gespa        | Barbora Strýcová    | Gabriela Dabrowski Xu Yifan                | 6−2, 6−4               |
| Finalista  | 12.  | 22 de setembre de 2019 | Tòquio, Japó                              | Dura         | Hsieh Yu-chieh      | Latisha Chan Chan Hao-ching                | 5−7, 5−7               |
| Finalista  | 13.  | 3 de novembre de 2019  | WTA Finals, Shenzhen, Xina (2)            | Dura (i)     | Barbora Strýcová    | Tímea Babos Kristina Mladenovic            | 1−6, 3−6               |
| Guanyadora | 25.  | 12 de gener de 2020    | Brisbane, Austràlia                       | Dura         | Barbora Strýcová    | Ashleigh Barty Kiki Bertens                | 3−6, 7−6(7), [10−8]    |
| Finalista  | 14.  | 2 de febrer de 2020    | Open d'Austràlia, Austràlia               | Dura         | Barbora Strýcová    | Tímea Babos Kristina Mladenovic            | 2−6, 1−6               |
| Guanyadora | 26.  | 22 de febrer de 2020   | Dubai (2)                                 | Dura         | Barbora Strýcová    | Barbora Krejčíková Zheng Saisai            | 7−5, 3−6, [10−5]       |
| Guanyadora | 27.  | 29 de febrer de 2020   | Doha (2)                                  | Dura         | Barbora Strýcová    | Gabriela Dabrowski Jeļena Ostapenko        | 6−2, 5−7, [10−2]       |
| Guanyadora | 28.  | 20 de setembre de 2020 | Roma (3)                                  | Terra batuda | Barbora Strýcová    | Anna-Lena Friedsam Raluca Olaru            | 6−2, 6−2               |
| Guanyadora | 29.  | 10 de juliol de 2021   | Wimbledon (3)                             | Gespa        | Elise Mertens       | Veronika Kudermétova Ielena Vesninà        | 3−6, 7−5, 9−7          |
| Guanyadora | 30.  | 17 d'octubre de 2021   | Indian Wells (3)                          | Dura         | Elise Mertens       | Veronika Kudermétova Ielena Ribàkina       | 7−6(1), 6−3            |
| Finalista  | 15.  | 17 de novembre de 2021 | WTA Finals, Guadalajara, Mèxic (3)        | Dura         | Elise Mertens       | Barbora Krejčíková Kateřina Siniaková      | 3−6, 4−6               |
| Guanyadora | 31.  | 11 de juny de 2023     | Roland Garros (2)                         | Terra batuda | Wang Xinyu          | Leylah Fernandez Taylor Townsend           | 1−6, 7−6(5), 6−1       |
| Guanyadora | 32.  | 15 de juliol de 2023   | Wimbledon (4)                             | Gespa        | Barbora Strýcová    | Storm Hunter Elise Mertens                 | 7−5, 6−4               |
| Guanyadora | 33.  | 26 de gener de 2024    | Open d'Austràlia                          | Dura         | Elise Mertens       | Liudmila Kitxenok Jeļena Ostapenko         | 6−1, 7−5               |
| Guanyadora | 34.  | 16 de març de 2024     | Indian Wells (4)                          | Dura         | Elise Mertens       | Storm Hunter Kateřina Siniaková            | 6−3, 6−4               |
| Guanyadora | 35.  | 23 de juny de 2024     | Birmingham (2)                            | Gespa        | Elise Mertens       | Miyu Kato Zhang Shuai                      | 6−1, 6−3               |
| Finalista  | 16.  | 26 de gener de 2025    | Open d'Austràlia (2)                      | Dura         | Jeļena Ostapenko    | Kateřina Siniaková Taylor Townsend         | 2−6, 7−6(4), 3−6       |
| Finalista  | 17.  | 22 de febrer de 2025   | Dubai (2)                                 | Dura         | Jeļena Ostapenko    | Kateřina Siniaková Taylor Townsend         | 6−7(5), 4−6            |
| Finalista  | 18.  | 28 de juny de 2025     | Eastbourne, Regne Unit                    | Gespa        | Maya Joint          | Marie Bouzková Anna Danilina               | 4−6, 5−7               |
| Finalista  | 19.  | 13 de juliol de 2025   | Wimbledon                                 | Gespa        | Jeļena Ostapenko    | Veronika Kudermétova Elise Mertens         | 6−3, 2−6, 4−6          |

#### Períodes com a número 1
| Núm. | Predecessora        | Dates                   | Successora                | Setmanes | Acumulat |
| ---- | ------------------- | ----------------------- | ------------------------- | -------- | -------- |
| 1.   | Peng Shuai          | 12/05/2014 − 18/05/2014 | Peng Shuai                | 1        | 1        |
| 2.   | Peng Shuai          | 09/06/2014 − 06/07/2014 | Sara Errani Roberta Vinci | 4        | 5        |
| 3.   | Barbora Strýcová    | 03/02/2020 − 23/02/2020 | Kristina Mladenovic       | 3        | 8        |
| 4.   | Kristina Mladenovic | 02/03/2020 − 21/02/2021 | Arina Sabalenka           | 31       | 39       |
| 5.   | Arina Sabalenka     | 05/04/2021 − 09/05/2021 | Elise Mertens             | 5        | 44       |
| 6.   | Elise Mertens       | 13/09/2021 − 19/09/2021 | Elise Mertens             | 1        | 45       |
| 7.   | Elise Mertens       | 25/10/2021 − 31/10/2021 | Elise Mertens             | 1        | 46       |
| 8.   | Elise Mertens       | 08/11/2021 − 15/11/2021 | Kateřina Siniaková        | 1        | 47       |
| 9.   | Elise Mertens       | 18/03/2024 − 09/06/2024 | Elise Mertens             | 12       | 59       |

### Dobles mixts: 2 (2−0)
| Resultat   | Núm. | Data                 | Torneig                     | Superfície | Parella       | Oponents                         | Marcador            |
| ---------- | ---- | -------------------- | --------------------------- | ---------- | ------------- | -------------------------------- | ------------------- |
| Guanyadora | 1.   | 26 de gener de 2024  | Open d'Austràlia, Austràlia | Dura       | Jan Zieliński | Desirae Krawczyk Neal Skupski    | 6−7(5), 6−4, [11−9] |
| Guanyadora | 2.   | 14 de juliol de 2024 | Wimbledon, Regne Unit       | Gespa      | Jan Zieliński | Giuliana Olmos Santiago González | 6−4, 6−2            |

## Trajectòria

### Individual
| Torneig | 2001        | 2002        | 2003        | 2004        | 2005        | 2006        | 2007        | 2008        | 2009        | 2010        | 2011        | 2012  | 2013        | 2014        | 2015        | 2016  | 2017        | 2018        | 2019        | 2020        | 2021 | Títols    | V − D     |
| --- | ----------- | ----------- | ----------- | ----------- | ----------- | ----------- | ----------- | ----------- | ----------- | ----------- | ----------- | ----- | ----------- | ----------- | ----------- | ----- | ----------- | ----------- | ----------- | ----------- | ---- | --------- | --------- |
| Open d'Austràlia | A           | Q2          | A           | A           | A           | Q3          | Q2          | 4R          | 1R          | A           | A           | Q2    | 2R          | 1R          | Q1          | 2R    | 2R          | 4R          | 3R          | 1R          | QF   | 0 / 10    | 15 − 10   |
| Roland Garros | A           | Q3          | A           | A           | A           | 1R          | 1R          | 1R          | Q1          | A           | A           | 1R    | 1R          | Q1          | Q1          | 2R    | 3R          | 1R          | 2R          | 2R          | 1R   | 0 / 11    | 5 − 11    |
| Wimbledon | A           | Q2          | A           | A           | A           | 1R          | 1R          | 2R          | A           | A           | A           | 3R    | 2R          | 1R          | 2R          | 1R    | 1R          | 4R          | 3R          | NC          | 1R   | 0 / 12    | 10 − 12   |
| US Open | A           | Q1          | A           | A           | 1R          | Q3          | Q3          | 2R          | Q1          | A           | A           | 1R    | 2R          | Q1          | Q2          | 1R    | Q3          | 2R          | 2R          | A           | 2R   | 0 / 8     | 5 − 8     |
| Jocs Olímpics | No celebrat | No celebrat | No celebrat | A           | No celebrat | No celebrat | No celebrat | A           | No celebrat | No celebrat | No celebrat | 1R    | No celebrat | No celebrat | No celebrat | A     | No celebrat | No celebrat | No celebrat | No celebrat | A    | 0 / 1     | 0 − 1     |
| WTA Elite Trophy | No celebrat | No celebrat | No celebrat | No celebrat | No celebrat | No celebrat | No celebrat | No celebrat | A           | A           | A           | RR    | A           | A           | A           | A     | A           | A           | A           | NC          |      | 0 / 1     | 1 − 2     |
| Total Victòries–Derrotes                                                                                                   | 5–2         | 0–1         | 0–0         | 0–0         | 0–3         | 0–2         | 1–7         | 5–8         | 1–2         | 1–3         | 1–1         | 21–14 | 13–25       | 6–12        | 6–5         | 12–12 | 8–15        | 32–17       | 31–24       | 1–7         |      | 148 – 164 | 148 – 164 |
| Rànquing a final d'any | 165         | 262         | 653         | 426         | 154         | 140         | 157         | 79          | 318         | 361         | 176         | 25    | 85          | 144         | 106         | 97    | 96          | 28          | 32          | 67          |      |           |           |
| Llegenda: G: Guanyadora; F: Finalista; SF: Semifinalista; QF: Quarts de final; Q: Qualificació; A: Absent; RR: Round Robin |             |             |             |             |             |             |             |             |             |             |             |       |             |             |             |       |             |             |             |             |      |           |           |

### Dobles femenins
| Open d'Austràlia | A           | A           | A           | A     | 1R          | 2R          | 1R          | 2R    | QF          | 3R          | QF          | 2R    | 3R          | 2R          | 2R          | 3R    | A           | SF          | 2R          | F           | 2R | A  | A  | G | 1 / 17    | 34 − 16   |
| Roland Garros | A           | A           | A           | A     | A           | A           | 2R          | 1R    | SF          | 1R          | 1R          | 2R    | 2R          | G           | QF          | 1R    | 2R          | 1R          | 3R          | 3R          | 3R | A  | G  |   | 2 / 16    | 27 − 13   |
| Wimbledon | A           | A           | A           | A     | A           | 1R          | 1R          | 1R    | 1R          | 3R          | 1R          | 3R    | G           | 3R          | QF          | 1R    | 1R          | 3R          | G           | NC          | G  | A  | G  |   | 4 / 16    | 29 − 12   |
| US Open | A           | A           | A           | A     | A           | A           | 1R          | 1R    | 2R          | 2R          | 3R          | SF    | QF          | 3R          | 2R          | A     | 3R          | 3R          | 3R          | A           | QF | A  | SF |   | 0 / 14    | 27 − 14   |
| Jocs Olímpics | No celebrat | No celebrat | No celebrat | A     | No celebrat | No celebrat | No celebrat | A     | No celebrat | No celebrat | No celebrat | QF    | No celebrat | No celebrat | No celebrat | A     | No celebrat | No celebrat | No celebrat | No celebrat | A  | NC | NC |   | 0 / 1     | 2 − 1     |
| WTA Finals | A           | A           | A           | A     | A           | A           | A           | A     | A           | A           | A           | A     | G           | F           | A           | A     | A           | A           | F           | NC          | F  | A  |    |   | 1 / 4     | 10 − 5    |
| Total Victòries–Derrotes                                                                                                   | 10−6        | 9−4         | 10−6        | 26−10 | 36−12       | 33−14       | 34−15       | 27−15 | 29−14       | 20−22       | 24−21       | 27−21 | 41−16       | 30−16       | 19−14       | 22−14 | 25−10       | 27−17       | 36−14       | 23−2        |    |    |    |   | 510 – 265 | 510 – 265 |
| Rànquing a final d'any | 513         | 199         | 523         | 166   | 135         | 102         | 46          | 53    | 9           | 46          | 35          | 25    | 3           | 5           | 26          | 96    | 32          | 17          | 4           | 1           | 3  | –  |    |   |           |           |
| Llegenda: G: Guanyadora; F: Finalista; SF: Semifinalista; QF: Quarts de final; Q: Qualificació; A: Absent; RR: Round Robin |             |             |             |       |             |             |             |       |             |             |             |       |             |             |             |       |             |             |             |             |    |    |    |   |           |           |

### Dobles mixts
| Torneig | 2009 | 2010 | 2011 | 2012 | 2013 | 2014 | 2015 | 2016 | 2017 | 2018 | 2019 | 2020 | 2021 | 2022 | 2023 | 2024 | Títols  | V − D   |
| --- | ---- | ---- | ---- | ---- | ---- | ---- | ---- | ---- | ---- | ---- | ---- | ---- | ---- | ---- | ---- | ---- | ------- | ------- |
| Open d'Austràlia | A    | A    | A    | 2R   | QF   | 1R   | SF   | 2R   | A    | A    | A    | 2R   | A    | A    | A    | G    | 1 / 6   | 12 − 5  |
| Roland Garros | 2R   | 2R   | 1R   | A    | 2R   | A    | A    | A    | A    | A    | A    | NC   | A    | A    | 2R   |      | 0 / 5   | 4 − 5   |
| Wimbledon | QF   | 3R   | SF   | QF   | 3R   | A    | A    | A    | A    | A    | 2R   | NC   | A    | A    | A    |      | 0 / 6   | 0 − 6   |
| US Open | SF   | 1R   | A    | 1R   | A    | A    | QF   | A    | A    | A    | 1R   | NC   | A    | A    | 2R   |      | 0 / 6   | 6 − 6   |
| Total Victòries–Derrotes                                                                                                   | 7−3  | 3−3  | 4−2  | 4−3  | 3−3  | 0−1  | 5−2  | 1−1  | 0−0  | 0−0  | 1−2  | 1−1  | 0−0  | 0−0  | 2−2  |      | 31 – 23 | 31 – 23 |
| Llegenda: G: Guanyadora; F: Finalista; SF: Semifinalista; QF: Quarts de final; Q: Qualificació; A: Absent; RR: Round Robin |      |      |      |      |      |      |      |      |      |      |      |      |      |      |      |      |         |         |